# カラス金
カラス金（鴉金、烏金、からすがね、からすきん）は、一昼夜を期限として高利で金を貸す業者のことである。利率は1日に2，3パーセントから1割と高金利で、借り入れた翌日の早朝までに利息と元金を返済する決まりだった。名前の由来は夕方にカラスがカァと鳴けば利子が付くこと、あるいは明け方にカラスがカァと鳴くまでに返済することという説もある。利息は天引きで、青茶婆、高田婆などと呼ばれた老婆が貸付け、利息と元金を集金して回ったという。
芝居茶屋や飲食店、それに商品を担いで町中を売り歩く棒手振りのような日銭商売を営む零細個人事業主たちや芸人が、当日必要な金を借りて翌朝に利息をつけて返済していた他、吉原遊びや賭場の資金としても利用された。
江戸時代からこのような業者は存在していた。江戸幕府の倒壊とともに姿を消した札差とは違い、烏金・日済・月走といった庶民相手の高利貸しは明治時代になってからも存続していた。

## 融資の例
- 行商人のAさんは朝、金貸しに1000円を借りました。
- Aさんは借りた1000円で市場で商品を仕入れました。
- Aさんは町へ行って仕入れた商品を売り歩きました。
- 夕方には仕入れた商品を売りさばき1300円の売り上げを得ました。
- 夜、Aさんは金貸しに元本1000円と利子の100円を返済しました。
- Aさんの手元には200円の利益が残りました。

## 江戸時代の庶民金融
仕入先などから朝に100文を借りて夕方までに101文返す場合を「百一文」と呼ぶ（利子は1文とは限らない）。
質をとる質屋に対して、質をとらない金融業の総称は「素金（すがね、銀通貨圏の上方では素銀）」であり、現代の消費者金融に相当する。
十日で一割の利子が付く場合は「十一（といち）」、五両借りて月に一分（1分は1両の4分の1）の利子が付く場合（年利にして単利で60％）は「五両一（ごりょういち）」と呼ぶ。
期日を定めて、毎月決まった額を返済する場合は「月済貸し（つきなみがし）」、毎日決まった額を返済する場合は「日済貸し（ひなみがし）」と呼ぶ。日済貸しは現代の日掛け金融（日賦）にあたる。
座頭には幕府から許されて金貸しを営んでいるものがあり、座頭が貸した貸付金を「座頭金（ざとうがね）」と呼んだ。期限は3か月が一般的であった。
二宮尊徳が始めた金融制度を「五常講（ごじょうこう）」と呼ぶ。五常講は世界初の信用組合と言われ、その名は五常（仁・義・礼・智・信の五つの徳）に由来する。無利子・無担保（但し返済時には冥加米を支払った）で1人あたり100日を期限として貸し出し、不払いについては共同責任として組合員が負担した。無尽（むじん）、頼母子講（たのもしこう）の一種である。